# ФИС световно първенство по северни дисциплини
Световно първенство по северни дисциплини се провежда от 1925 г. за мъжете и от 1954 г. за жените. Шампионатът включва спортовете ски бягане, ски скокове и северна комбинация. От 1985 се провежда през 2 години.
Градове домакини на световните първенства:
- 1-1925 Йоханисбад
- 2-1926 Лахти
- 3-1927 Кортина д'Ампецо
- 4-1929 Закопане
- 5-1930 Осло-Холменколен
- 6-1931 Оберхоф
- 7-1933 Инсбрук
- 8-1934 Солефтео
- 9-1935 Високи Татри
- 10-1937 Шамони
- 11-1938 Лахти
- 12-1939 Закопане
- 13-1950 Лейк Плейсид (ски скокове) и Ръмфорд Майн САЩ (ски бягане)
- 14-1954 Фалун
- 15-1958 Лахти
- 16-1962 Закопане
- 17-1966 Осло-Холменколен
- 18-1970 Високи Татри
- 19-1974 Фалун
- 20-1978 Лахти
- 21-1980 Фалун
- 22-1982 Осло-Холменколен
- 23-1984 Рованиеми
- 24-1985 Сийфелд
- 25-1987 Оберстдорф
- 26-1989 Лахти
- 27-1991 Вал ди Фиеме
- 28-1993 Фалун
- 29-1995 Тъндър Бей
- 30-1997 Тронхайм
- 31-1999 Рамзау
- 32-2001 Лахти
- 33-2003 Вал Ди Фиеме
- 34-2005 Оберстдорф
- 35-2007 Сапоро
- 36-2009 Либерец
- 37-2011 Осло-Холменколен
- 38-2013 Вал Ди Фиеме